# Сеизмограф
Сеизмограф (грч. seismós - потрес, gráphō - писати, бележити) или сеизмометар (грч. seismós - потрес, métron - мерило, мера) је инструмент за праћење потреса у литосфери и на њеној површини. У стању је да детектује откуцаје, вибрације и њихање терена, као и њихову јачину и временски интервал у којем су се десили.
Термини сеизмограф и сеизмометар често се користе као синоними, мада термин сеизмограф више одговара старијим инструментима код којих је праћење и снимање покрета у литосфери било спојено, док се термин сеизмометар више користи за новије инструменте код којих су ове функције одвојене.
Класични сеизмограф се састоји од висећег металног тега, магнетних уређаја и игле којом се бележи линија њихања тега, док је код модерних сеизмометара овај механизам дигитализован.
Први инструмент који се може сматрати претечом сеизмографа конструисан је у Кини, а направио га је Чанг Хенг, кинески астроном, математичар и географ. Први модерни сеизмограф изградио је физичар Луиђи Палмијери 1855. године.
Савремени сеизмометри се могу поделити у три групе према опсегу фреквенција у оквиру кога могу да мере сеизмичке сигнале:
- SP-краткопериодични (0.5-50Hz);
- BB-широкопојасни (0.008-50Hz);
- VBB-широко-широкопојасни (0.003-50Hz).